# Camponotus renggeri
Camponotus renggeri é uma espécie de inseto do gênero Camponotus, pertencente à família Formicidae.